# 1402
Il 1402 (MCDII in numeri romani) è un anno  del XV secolo.

## Eventi
- 26 giugno – Battaglia di Casalecchio, Giovanni I Bentivoglio e le sue truppe vengono sconfitti da Gian Galeazzo Visconti.
- 13 luglio — il principe di Yan Zhu Di conquistò Nanchino, residenza dell’imperatore Jianwen e si autoproclama

come 3º imperatore della dinastia Cinese Ming.
- 20 luglio – Battaglia di Angora, i mongoli guidati da Tamerlano infliggono una pesantissima sconfitta ai Turchi Ottomani frenandone l'espansione.
- Conquista dell'isola di Lanzarote (arcipelago delle Canarie) da parte del normanno Jean de Béthencourt che vi si stabilì colonizzando successivamente anche Fuerteventura.

## Nati
- 6 febbraio - Luigi I, langravio d'Assia, nobile tedesco († 1458)
- 12 febbraio - Niccolò Soderini, politico italiano († 1472)
- 18 aprile - Jean de Dunois, generale francese († 1468)
- 28 aprile - Acolmiztli Nezahualcóyotl, poeta († 1472)
- 15 agosto - Humphrey Stafford, I duca di Buckingham, militare inglese († 1460)
- 29 settembre - Ferdinando d'Aviz, principe portoghese († 1443)
- Alfonso di Braganza, nobile († 1460)
- Marco del Buono, pittore e ebanista italiano († 1489)
- Dionigi di Rijkel, monaco cristiano, presbitero e mistico belga († 1471)
- Eleonora di Trastámara, regina († 1445)
- Rinaldo Orsini, condottiero italiano († 1450)
- Guido Papa, giurista francese († 1487)
- Friedrich Reiser, missionario tedesco († 1458)
- Giovanni Romei, nobile e mercante italiano († 1483)
- Bartolomeo Visconti, vescovo cattolico italiano († 1457)

## Morti
- 19 gennaio - Bona di Borbone, contessa (n. 1341)
- 6 febbraio - Louis de Sancerre, militare francese
- 16 febbraio - Guglielmo di Jülich-Geldern, duca (n. 1364)
- 26 marzo - David Stewart, Duca di Rothesay, nobile scozzese (n. 1378)
- 25 aprile - Jean de La Grange, vescovo cattolico, cardinale e politico francese
- 7 maggio - Amedeo di Savoia-Acaia, principe (n. 1363)
- 26 giugno - Giovanni I Bentivoglio, nobile italiano
- 13 luglio - Jianwen, imperatore cinese (n. 1377)
- 16 luglio - Pino II Ordelaffi, nobile italiano (n. 1356)
- 1º agosto - Edmondo Plantageneto, I duca di York, duca (n. 1341)
- 12 agosto - Carlo di Navarra, principe spagnolo (n. 1397)
- 12 agosto - Elisa d'Este, nobile italiana (n. 1337)
- 3 settembre - Gian Galeazzo Visconti, politico italiano (n. 1351)
- 31 ottobre - Scarpetta Ordelaffi, vescovo cattolico italiano
- 27 dicembre - Markvart di Úlice, militare boemo
- Paolo di Bonaiuto, scultore italiano
- Tomaso Ghilini, nobile e condottiero italiano
- Margherita di Beaujeu, nobile (n. 1346)
- Mustafà Çelebi, principe ottomano (n. 1380)
- Oleg II di Rjazan', principe russo
- Pietro Bordo di San Superano, avventuriero spagnolo
- Fratelli Zeno, navigatore italiano (n. 1326)
- Pecino da Nova, pittore italiano
- Elisabetta di Baviera, nobile tedesca (n. 1329)
- Pietro III di Empúries, principe

## Calendario
| Calendario 1402 | Calendario 1402 | Calendario 1402 | Calendario 1402 | Calendario 1402 | Calendario 1402 | Calendario 1402 | Calendario 1402 | Calendario 1402 | Calendario 1402 | Calendario 1402 | Calendario 1402 | Calendario 1402 | Calendario 1402 | Calendario 1402 | Calendario 1402 | Calendario 1402 | Calendario 1402 | Calendario 1402 | Calendario 1402 | Calendario 1402 | Calendario 1402 | Calendario 1402 | Calendario 1402 | Calendario 1402 | Calendario 1402 | Calendario 1402 | Calendario 1402 | Calendario 1402 | Calendario 1402 | Calendario 1402 | Calendario 1402 | Calendario 1402 |
| --------------- | --------------- | --------------- | --------------- | --------------- | --------------- | --------------- | --------------- | --------------- | --------------- | --------------- | --------------- | --------------- | --------------- | --------------- | --------------- | --------------- | --------------- | --------------- | --------------- | --------------- | --------------- | --------------- | --------------- | --------------- | --------------- | --------------- | --------------- | --------------- | --------------- | --------------- | --------------- | --------------- |
|                 | 1               | 2               | 3               | 4               | 5               | 6               | 7               | 8               | 9               | 10              | 11              | 12              | 13              | 14              | 15              | 16              | 17              | 18              | 19              | 20              | 21              | 22              | 23              | 24              | 25              | 26              | 27              | 28              | 29              | 30              | 31              |                 |
| Gennaio         | Do              | Lu              | Ma              | Me              | Gi              | Ve              | Sa              | Do              | Lu              | Ma              | Me              | Gi              | Ve              | Sa              | Do              | Lu              | Ma              | Me              | Gi              | Ve              | Sa              | Do              | Lu              | Ma              | Me              | Gi              | Ve              | Sa              | Do              | Lu              | Ma              |                 |
| Febbraio        | Me              | Gi              | Ve              | Sa              | Do              | Lu              | Ma              | Me              | Gi              | Ve              | Sa              | Do              | Lu              | Ma              | Me              | Gi              | Ve              | Sa              | Do              | Lu              | Ma              | Me              | Gi              | Ve              | Sa              | Do              | Lu              | Ma              |                 |                 |                 |                 |
| Marzo           | Me              | Gi              | Ve              | Sa              | Do              | Lu              | Ma              | Me              | Gi              | Ve              | Sa              | Do              | Lu              | Ma              | Me              | Gi              | Ve              | Sa              | Do              | Lu              | Ma              | Me              | Gi              | Ve              | Sa              | Do              | Lu              | Ma              | Me              | Gi              | Ve              |                 |
| Aprile          | Sa              | Do              | Lu              | Ma              | Me              | Gi              | Ve              | Sa              | Do              | Lu              | Ma              | Me              | Gi              | Ve              | Sa              | Do              | Lu              | Ma              | Me              | Gi              | Ve              | Sa              | Do              | Lu              | Ma              | Me              | Gi              | Ve              | Sa              | Do              |                 |                 |
| Maggio          | Lu              | Ma              | Me              | Gi              | Ve              | Sa              | Do              | Lu              | Ma              | Me              | Gi              | Ve              | Sa              | Do              | Lu              | Ma              | Me              | Gi              | Ve              | Sa              | Do              | Lu              | Ma              | Me              | Gi              | Ve              | Sa              | Do              | Lu              | Ma              | Me              |                 |
| Giugno          | Gi              | Ve              | Sa              | Do              | Lu              | Ma              | Me              | Gi              | Ve              | Sa              | Do              | Lu              | Ma              | Me              | Gi              | Ve              | Sa              | Do              | Lu              | Ma              | Me              | Gi              | Ve              | Sa              | Do              | Lu              | Ma              | Me              | Gi              | Ve              |                 |                 |
| Luglio          | Sa              | Do              | Lu              | Ma              | Me              | Gi              | Ve              | Sa              | Do              | Lu              | Ma              | Me              | Gi              | Ve              | Sa              | Do              | Lu              | Ma              | Me              | Gi              | Ve              | Sa              | Do              | Lu              | Ma              | Me              | Gi              | Ve              | Sa              | Do              | Lu              |                 |
| Agosto          | Ma              | Me              | Gi              | Ve              | Sa              | Do              | Lu              | Ma              | Me              | Gi              | Ve              | Sa              | Do              | Lu              | Ma              | Me              | Gi              | Ve              | Sa              | Do              | Lu              | Ma              | Me              | Gi              | Ve              | Sa              | Do              | Lu              | Ma              | Me              | Gi              |                 |
| Settembre       | Ve              | Sa              | Do              | Lu              | Ma              | Me              | Gi              | Ve              | Sa              | Do              | Lu              | Ma              | Me              | Gi              | Ve              | Sa              | Do              | Lu              | Ma              | Me              | Gi              | Ve              | Sa              | Do              | Lu              | Ma              | Me              | Gi              | Ve              | Sa              |                 |                 |
| Ottobre         | Do              | Lu              | Ma              | Me              | Gi              | Ve              | Sa              | Do              | Lu              | Ma              | Me              | Gi              | Ve              | Sa              | Do              | Lu              | Ma              | Me              | Gi              | Ve              | Sa              | Do              | Lu              | Ma              | Me              | Gi              | Ve              | Sa              | Do              | Lu              | Ma              |                 |
| Novembre        | Me              | Gi              | Ve              | Sa              | Do              | Lu              | Ma              | Me              | Gi              | Ve              | Sa              | Do              | Lu              | Ma              | Me              | Gi              | Ve              | Sa              | Do              | Lu              | Ma              | Me              | Gi              | Ve              | Sa              | Do              | Lu              | Ma              | Me              | Gi              |                 |                 |
| Dicembre        | Ve              | Sa              | Do              | Lu              | Ma              | Me              | Gi              | Ve              | Sa              | Do              | Lu              | Ma              | Me              | Gi              | Ve              | Sa              | Do              | Lu              | Ma              | Me              | Gi              | Ve              | Sa              | Do              | Lu              | Ma              | Me              | Gi              | Ve              | Sa              | Do              |                 |